# Brătuleni (okręg Jassy)
Brătuleni – wieś w Rumunii, w okręgu Jassy, w gminie Miroslava. W 2011 roku liczyła 372 mieszkańców.